# Scala Regia

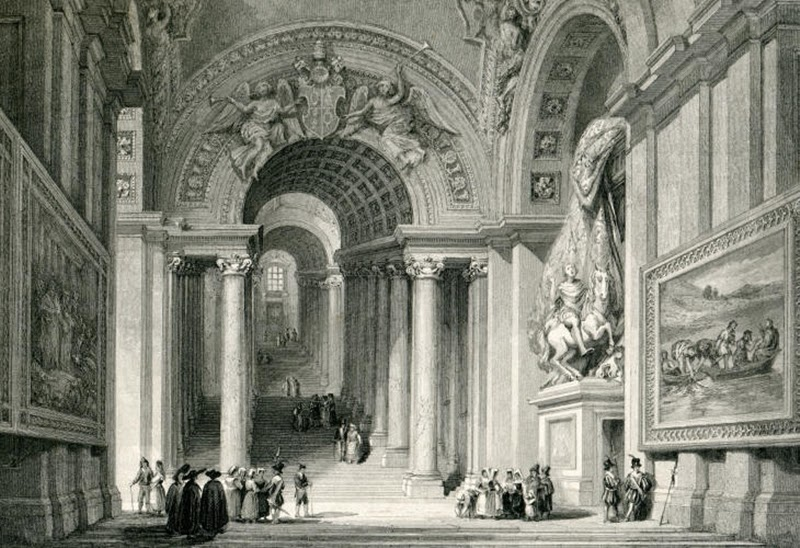
La Scala Regia en un grabado del.

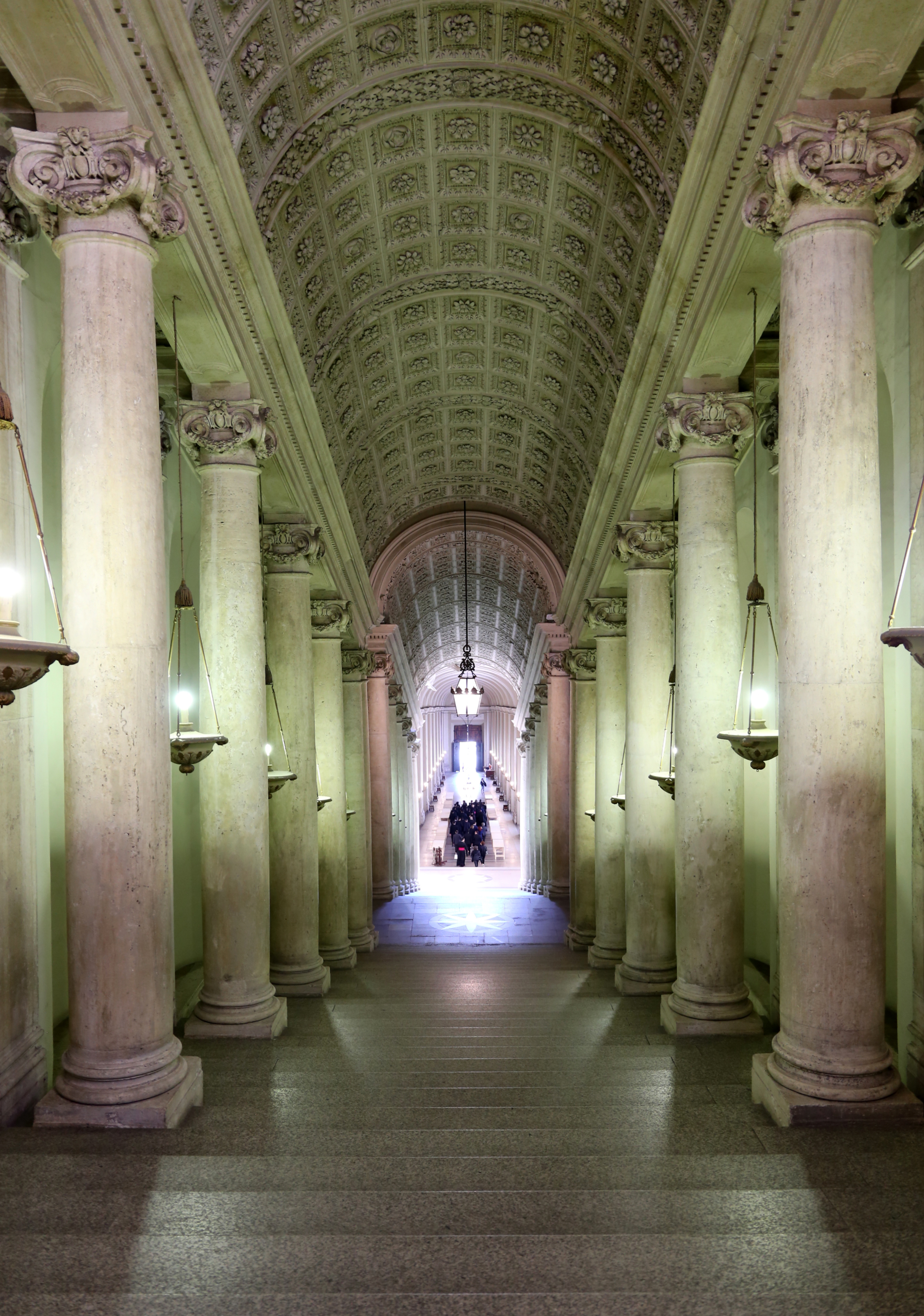
Scala Regia

Scala Regia es la denominación tradicional de una imponente escalera, parte de la entrada ceremonial en el Palacio Apostólico Vaticano. Fue construida en pleno Renacimiento (comienzos del siglo XVI), para conectar el Palacio Apostólico con la Basílica de San Pedro, por el arquitecto Antonio da Sangallo el Joven. En la época barroca fue modificada significativamente por Gian Lorenzo Bernini (de 1663 a 1666), que utilizó recursos visuales de ilusionismo arquitectónico o trampantojo.
Se sitúa en una franja estrecha de terreno escarpado entre la iglesia y el palacio. Está flanqueada por paredes irregulares convergentes. Se cubre con una bóveda de cañón sobre columnas que disminuyen su tamaño hacia la cumbre, impulsando la vista a una perspectiva forzada. Sobre el arco, al comienzo de la escalera, se encuentra el escudo de armas del Papa Alejandro VII, flanqueado por dos ángeles tallados. En la base de la escalera se encuentra la escultura ecuestre del emperador Constantino, obra del mismo Bernini (1670), ambientada en el momento en el que Constantino tuvo una visión de la cruz con la frase «In hoc signo vinces», antes de la Batalla del Puente Milvio. En 1725 se colocó, al otro lado del pórtico, la estatua ecuestre de Carlomagno obra de Agostino Cornacchini.